# Nyarwonga (vattendrag i Burundi, Ruyigi)
Nyarwonga är ett vattendrag i Burundi.   Det ligger i provinsen Ruyigi, i den centrala delen av landet, 120 km öster om huvudstaden Bujumbura.
Omgivningarna runt Nyarwonga är en mosaik av jordbruksmark och naturlig växtlighet. Runt Nyarwonga är det ganska tätbefolkat, med 134 invånare per kvadratkilometer.